# Едгар Кејси
Едгар Кејси (енгл. Edgar Cayce; Хопкинсвил, 18. март 1877 — Вирџинија Бич, 3. јануар 1945) је био амерички парапсихолог и видовњак. Тврди се да је имао способност да одговара на питања док је био у трансу. Иако је Кејси себе сматрао за побожног хришћанина и живео је пре појављивања покрета Ново доба, неки верују да је он његов оснивач и да је извршио велики утицај на његово учење.
Кејси је постао позната личност пред крај свог живота, а популарност његових предвиђања је засенила његов рад на пољу теологије. Скептици оспоравају да је Кејси показивао медијумске способности, а хришћански верници такође оспоравају неправоверни Кејсијеви одговори на неке религиозна теме, који су се били супротни хришћанском учењу, као на пример за реинкарнацију и Акаши записе.

## Биографија
Едгар Кејси је рођен у фармерској породици 18. марта 1877. године у близини Беверлија, 11 km јужно од Хопкинсвила, Кентаки.

### Живот у Кентакију (1877—1920)
У децембру 1893. године, Кејсијева породица се преселила у Хопкинсвил. У то време Кејси је већ завршио осмогодишњу школу, открио свој интерес за спиритуалност, напустио фарму и запослио се.
Кејси је престао са школовањем код деветог разреда, јер породица више није имала пара да покрива трошкове школовања. За децу из радничких породица, девети разред се сматрао вишком. Већи део младости Кејси је прошао тражећи посао или новац.
Кроз цео свој живот Кејси је био члан „Христових Следбеника“. Читао је Библију сваке године, предавао у недељној школи, регрутовао мисионаре и дуго се двоумио око тога дали су његове видовњачке способности духовно легитимне.
У 1900. години започео је бизнис заједно са оцем, али се разболео од тешке форме ларингитиса, при чему је потпуно изгубио глас. Није био способан да ради, и живео је са родитељима скоро целе године. Тада је решио да научи фотографски занат, па је почео да ради као шегрт у фотографском студију у Хопкинсвилу, где му глас није био неопходан.
У 1901. години, у Хопкинсвилу дошла је једна путујућа група са хипнотизером Хартом, који је чуо за Кејсијеву ситуацију, па се понудио да се опроба у његовом исцелењу. Кејси се сложио, а експеримент се одвијао на сцени пред публиком. Кејсијев глас се одједном повратио док је био под хипнозом, али га је опет изгубио када се пробудио из ње.
Харт је морао да оде из града, пошто је имао друге обавезе, а локални хипнотизер, Ал Лејн се понудио да помогне Кејсију. Док је Кејси био под хипнозом Лејн га је питао да му објасни своју ситуацију и да каже шта да се уради како би био излечен. Интересантно је то да је Кејси своју болест објашњавао у првом лицу множине, уместо у првом лицу једнине (изговарао је „ми“, уместо „ја“). У стању транса, рекао је да је глас изгубио због „психолошке парализе“ и да може да се поврати ако се увећа крвни проток у глави. Хипнотизер му је сугерисао да је крвни проток увећан у глави, и у том моменту Кејсијево лице је поцрвенело, а исто и грло и груди. После 20 минута, још увек у трансу, Кејси је изјавио да је третман завршен. Од момента када се пробудио из транса, његов глас је био нормалан.
Лејн је читао за слична хипнотичка лечења спроведена од следбеника Франца Месмера, и желео је да истражи границе исцељења преко стања транса. Тако је Лејн дошао на идеју са Кејсијем да заједно нуде исцелитељске савете народу, али Кејсију се није допала та идеја. Међутим, сложио се када су се договорили са Лејном да не наплаћују за то. Започели су са људима из града.
Постигли су велики успех, а о Кејсијевим достигнућима се писало и у новинама. Забележено је да је Кејси успешно радио преко писама у којима су била постаљена питања, исто као када се човек налазио испред њега. Само преко нечијег имена и места становања, могао је да да дијагнозу за физичко и ментално стање, и да предложи прави начин лечења. Постао је популаран, и ускоро су људи из целог света тражили савете од њега преко писама.
Откако је постао славан и обим посла се повећавао, Кејси је затражио добровољни прилог како би имали од чега да живе он и његова породица, и како би могао по цео дан да се посвети клијентима. Тако је Кејси продужио до краја свог живота да ради са клијентима у стању транса. Касније, хипнотизера Лејна су заменили супруга и старији Кејсијев син. Његова секретарица Гледис Дејвис, је стенографисала његове исказе.

### Живот у Тексасу(1920—1923)
Кејсијева популарност и његови успеси инспирисали су неколицину да потраже богатство помоћу Кејсијевих способности. Један продавац памука понудио је Кејсију да му плаћа сто долара сваки дан само за дневна извештавања у вези са пазаром за памук. И поред лоше финансијске ситуације у којој се налазио, Кејси ја одбио понуду. Други су желели да дознају где да траже изгубљено богатство; неки су тражили резултате од трка коња. Неколико пута Кејси је био убеђен да експериментише са таквим видом предвиђања, али такви покушаји никада нису били успешни. На крају је изјавио да ће способности користити само за лечење болесних.
Године 1923, издавач Артур Ламерс га је убедио, у стању транса, да одговара на нека филозофска и историјска питања. Године 1925, Кејси је изјавио да му је његов „глас“ рекао да се пресели у Вирџинија Бич, Вирџинија.

### Живот у Вирџинија Бичу (1925—1945)
До 1925. године, Кејси је већ био професионални видовњак, са неколицином запослених и волонтера. Његови искази у стању транса, су почели да садрже све више окултне или езотеричне теме.
У 1929. години, болница Кејси је била отворена у Вирџинији Бич, спонзорисана од једног богатог Кејсиевог клијента, Мортона Блументала. У 1943. години, Кејси је радио са клијентима по осам сати дневно, али откако је увидео да се то одржава на његово здравље, изјавио је да не може да прави више од две сеансе на дан.
Едгар Кејси је добио излив крв у мозгу и умро је 3. јануара 1945. године. Сахрањен је у Хопкинсвилу, Кентаки.

## Његове способности
Едгар Кејси је назван пророком, („успаваним пророком“), мистиком и видовњаком. Његов метод рада се састојао од легања на кревет и улажење у стање транса или некакво стање сна. У таквом стању, Кејси је одговарао на питања везана за здравље или неки други проблем својих клијената, који и нису морал да буду присутни. Касније, од њега се тражило да одговара на питања везана со прошле животе, да даје савете за бизниси, да тумачи сне и слично.
Објављено је да је до 10. октобра 1922. године Кејси дао 8.056 савета, а после тог датума још око 13.000-14.000 пута улазио у стање транса. Кејси је изјавио да се не сећа шта је говорио док је био у стању транса. Мимо њега, његов подсвесни ум је долазио до тих информација, за које његов свесни ум није имао појма.
Кејси је изјавио да његови савети имају смисла само ако су затражени да би живот клијента био бољи, и исто тако је предупредио да његови искази не требају да се схвате као судбина. Поред других способности које му се приписују су улазак у астралну пројекцијау, казивање пророчанстава, комуникација са мртвима, „читање“ из Акаша записа и гледање у ауру људи.

## Кејсијеве тврдње
Најбројнији су његови савети у вези са здравственим стањем клијената, но оне које интересује езотерија се фокусирају на следеће теме:
- Порекло и судбина човечанства: „Све душе су саздане на почетку, и налазе свој пут назад одакле су дошле.“ [Запис 3744-5] Кејсијеви искази говоре да душе људи су саздане у свесности од њихвог јединственог Бога. Земља са свим њеним ограничењима, саздана је као арена за спиритуални развој.
- Реинкарнација: Кејси говори за реинкарнацију и карму као за реалност, али као за Божије инструменте, а не као за природне законе. Њихов циљ је да нас науче неким лекцијама. Људи се никада не реинкарнирају као животиње. У исказима (Записи 3744-5), Кејси је изјавио: „Човек не потиче од мајмуна, него се развија, еволуира мало по мало.“
- Астрологија: Кејси је изјавио да наше душе између два живота извесно време понекада пролазе на друге планете. Позиција планета у моменту нашег рађања показује то.
- Универзални закони: Душе које су инкарниране на Земљи подлежу истим универзалним законима карме: „Што посејеш, то пожањеш“ или „Како судиш другима, тако ће ти бити суђено“. Овакви закони су милост божија, без разлике на догађаје што их проузрокују. Кејси је изјавио да ако у ово погледате са више димензије, видећете да не постоји време и простор, нити чак прошлост или будућност, а оно што ми доживљавамо као „време“ је илузија која има свој циљ.
- За непознати део од живота Исуса Христа: Кејси је изјавио да се Исус реинкарнирао на Земљи више пута, почевши од мистериозног човека на Атлантиди названим „Амилиус“, преко познатих библијских личности као што су Адам, Енох, Мелцезедек, Џошуа и други. Кејси је изјавио да је Исус путовао низ Индију у младости да би проучио источне религије, посебно астрологију.
- Исус и Христос: Кејси је правио разлику измемђу Исус и Христос. Укратко, Исус је душа као ми која се реинкарнирала више пута, а „Христос“ је оно у чему је био прво и дозволио је да се манифестује преко његовог материјалног живота, и према чему треба и ми да стремимо. Кејси је називао Исуса „старијим братом“.
- Идеали: Кејси је више пута наглашавао да избор идеала треба да нам буде духовни пут. Можемо да избереме било који идеал што нас привлачи, и треба да га применимо у животу. Тада ће нас Бог водити и инспирисаће нас да постигнемо идеал. Највиши идеал је Христос.
- Тело, ум, душа: Кејси је често помињао ова три термина када је објашњавао некоме ситуацију. „Душа је живот. Ум је градитељ. Тело је резултат.“ (Помиње се у већини записа.)
- Медитација: Кејси је понекада описивао медитативне технике певања „Аррр--eee-ооммм“ што много личи на мантру Харе Ом, ипак је говорио да главна ствар је да будеш отворен за божанске утицаје.
- Екстра-сензорна перцепција: Кејси је прихватао као природну последицу духовног развоја. Бог може да нам говори преко снова, или преко интуиције. Ипак није одобрава спиритуализам и разговор са ентитетима, већ је говорио да треба да се разговара са Христосом.
- Атлантида: По Кејсијевим казивањима, Атлантида је постојала, и била је земља са напредном технологијом, чије су избеглице населиле древни Египат, као и предколумбовску Америку. По њему, већина данас су реинкарнације Атлантиђана, који се сад суочавају са сличним искушењима. Рекао је да су Атлантиду погодиле три велике катастрофе, а коначна катастрофа је била експлозија кристала који су користили као извор енергије.
- Египат: Древна цивилизација Египта била је састављена од избеглица са Атлантиде. Они су изградили моњументе у Гизи, укључујући и Велику пирамиду, и оставили записе за Атлантиду у „салати записа“ која се налази негде испод Сфинге.
- Промене на Земљи: Кејси је обавестио за серију катаклизми које би требало да се десе у наредним деценијама, међу којима и измештање земљине осе.
- Кејсијеви „Лекови“: Често је саветовао употребу масажи, молитви, таблете од црног угља (у медицини познат као лек за прочишчење организма од отрова), вежбе, и један посебан вид дијете. Дијета се састојала од избегавања црвеног меса, алкохола (осим црног вина), белог хлеба, пржена храна, а уместо свега тога да се користи што више воћа, поврћа. Интересантно је то што је Кејси неколико пута изјавио да кафа и цигаре нису велика препрека за здравље. И он сам се није постојано придржавао савета за здраву исхрану.
- Тумачење снова: Кејси је један од првих тумача снова који се супростављао на Фројдовим тумачењима. Он је говорио да постоје различити видови снова са различитим нивоима значења, и да само сањач може истински да одгонетне свој сан.[16]